# Svetlana Kryoutchkova
Pour les articles homonymes, voir Krioutchkova.
Svetlana Valentinovna Krioutchkova (en russe : Светлана Валентиновна Крючкова) est une joueuse de volley-ball russe née le 21 février 1985 à Lipetsk. Elle mesure 1,74 m et joue au poste de libero. Elle totalise 69 sélections en équipe de Russie.  

## Clubs
| Club                     | De        | À         |
| ------------------------ | --------- | --------- |
| Indesit Lipetsk          | 2003-2004 | 2006-2007 |
| Zaretchie Odintsovo      | 2007-2008 | 2009-2010 |
| Dinamo Moscou            | 2010-2011 | 2011-2012 |
| Dinamo Krasnodar         | 2012-2013 | 2015-2016 |
| JVK Ienisseï Krasnoïarsk | 2017-2018 | 2018-2019 |
| Leningradka              | fév 2019  | mai 2019  |
| JVK Ienisseï Krasnoïarsk | 2019-2020 | 2019-2020 |
| Leningradka              | 2020-2021 | …         |

## Palmarès

### Équipe nationale
- Championnat du monde (2)
  - Vainqueur : 2006, 2010.
- Grand Prix mondial
  - Finaliste : 2006.
- Championnat d'Europe
  - Vainqueur : 2013.

### Clubs
- Championnat du monde des clubs
  - Finaliste : 2015.
- Ligue des champions
  - Finaliste : 2008.
- Coupe de la CEV
  - Vainqueur : 2015, 2016.
- Challenge Cup
  - Vainqueur : 2013.
- Championnat de Russie (2)
  - Vainqueur : 2008, 2010
  - Finaliste : 2009, 2011, 2012
- Coupe de Russie
  - Vainqueur : 2007, 2011, 2014, 2015.
  - Finaliste : 2009, 2017, 2018.